# Premiul Grammy pentru cel mai bun artist nou
Premiul Grammy pentru cel mai bun artist nou se acordă încă din 1959.

## Câștigători

The Beatles

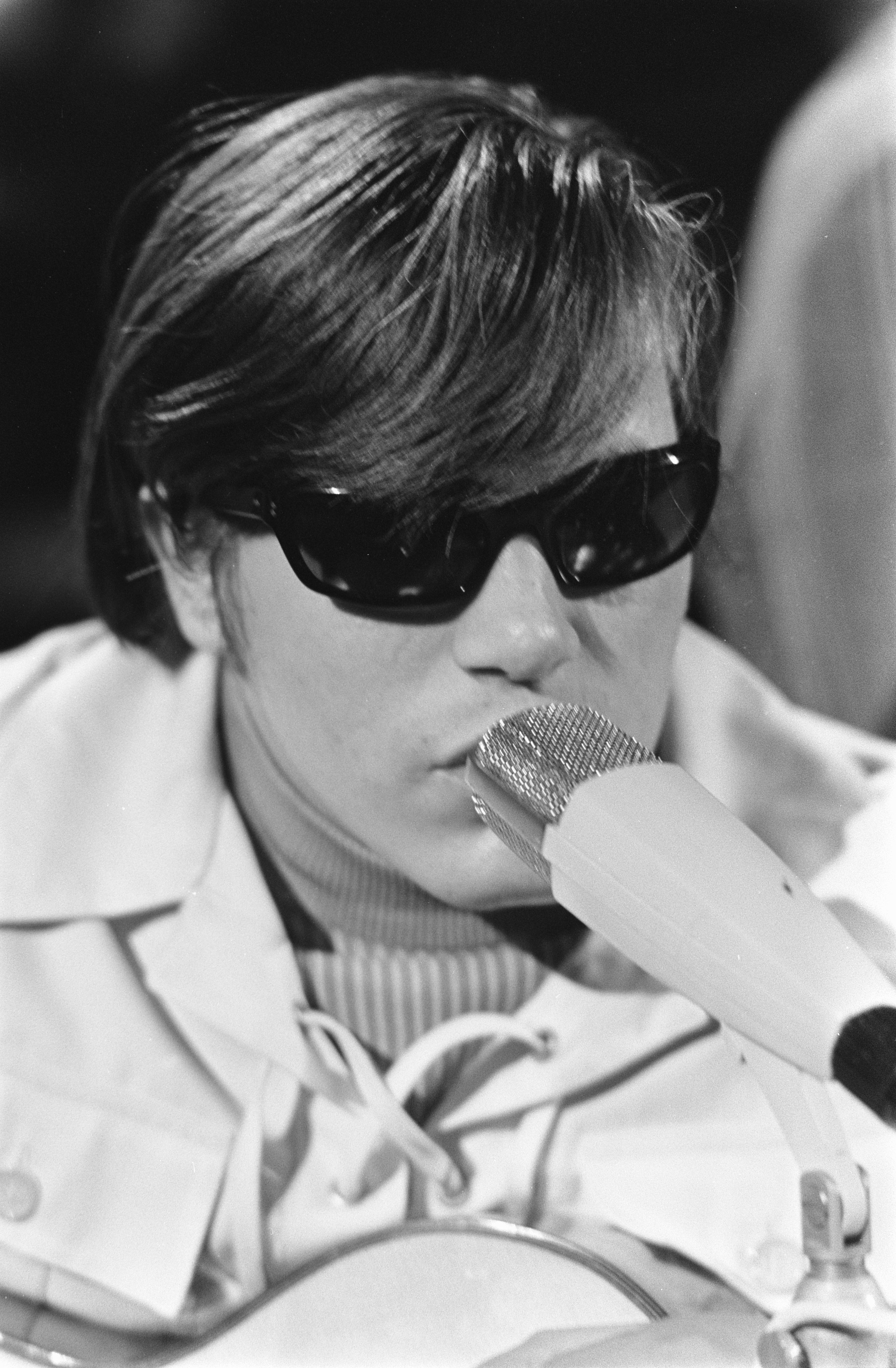
José Feliciano

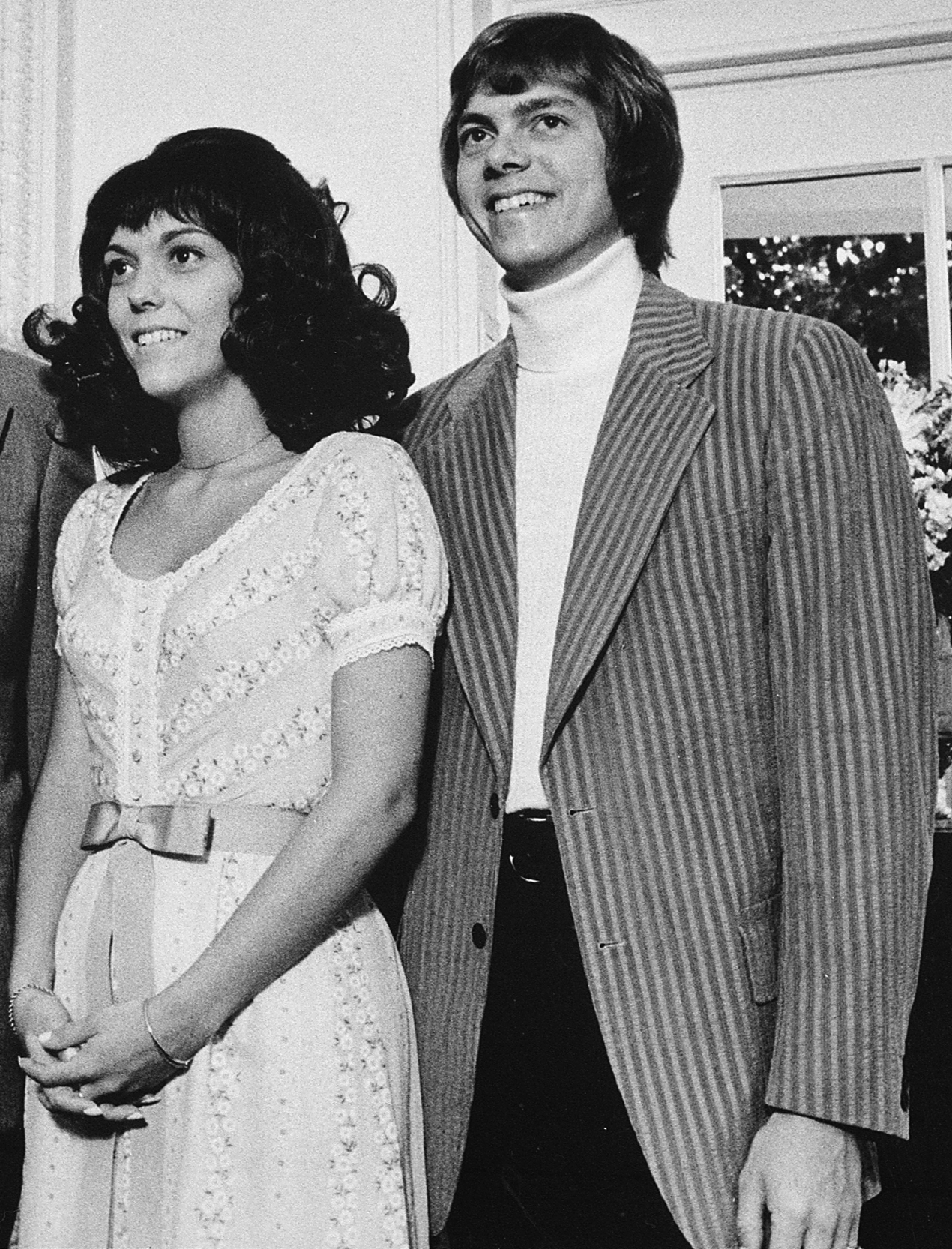
The Carpenters

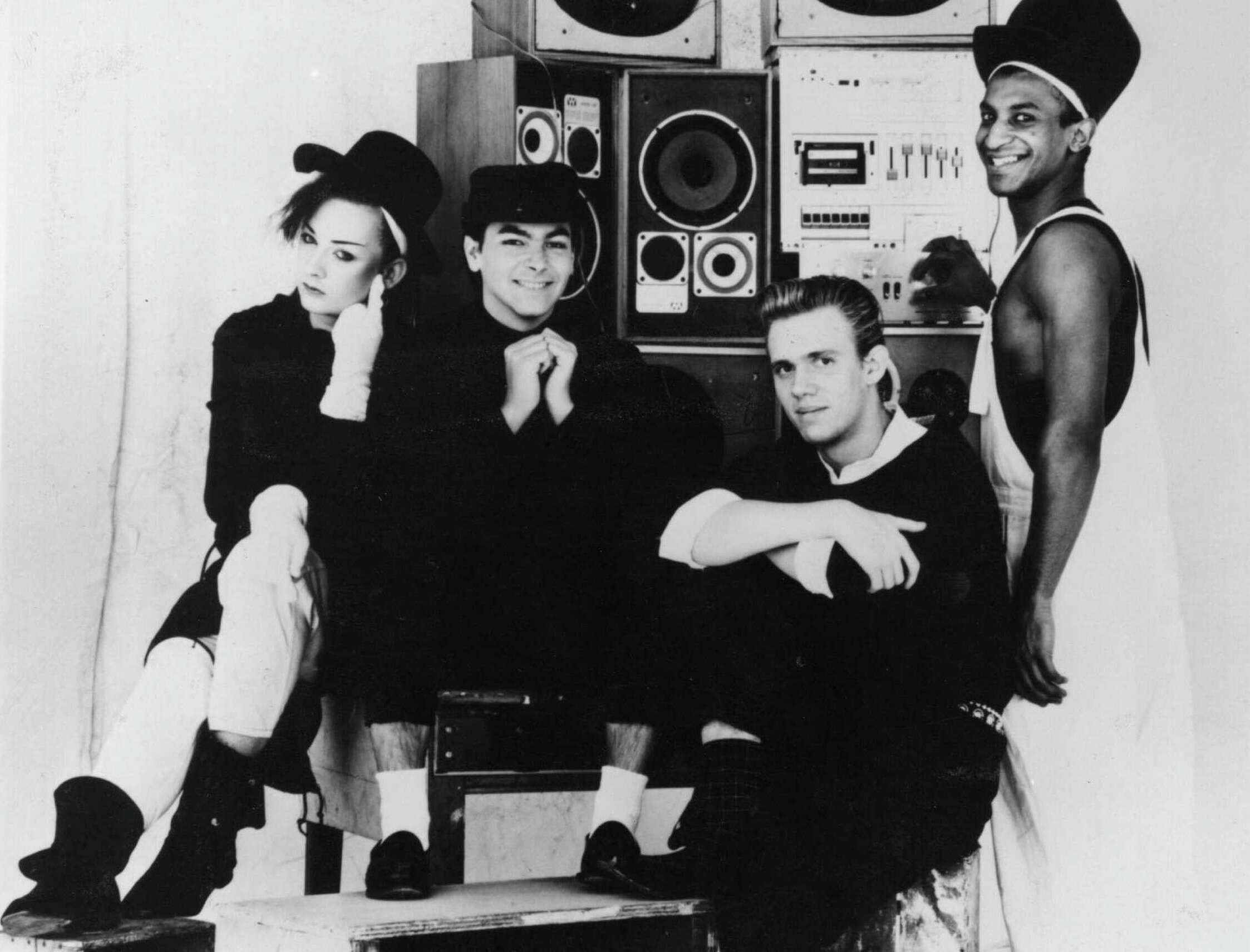
Culture Club

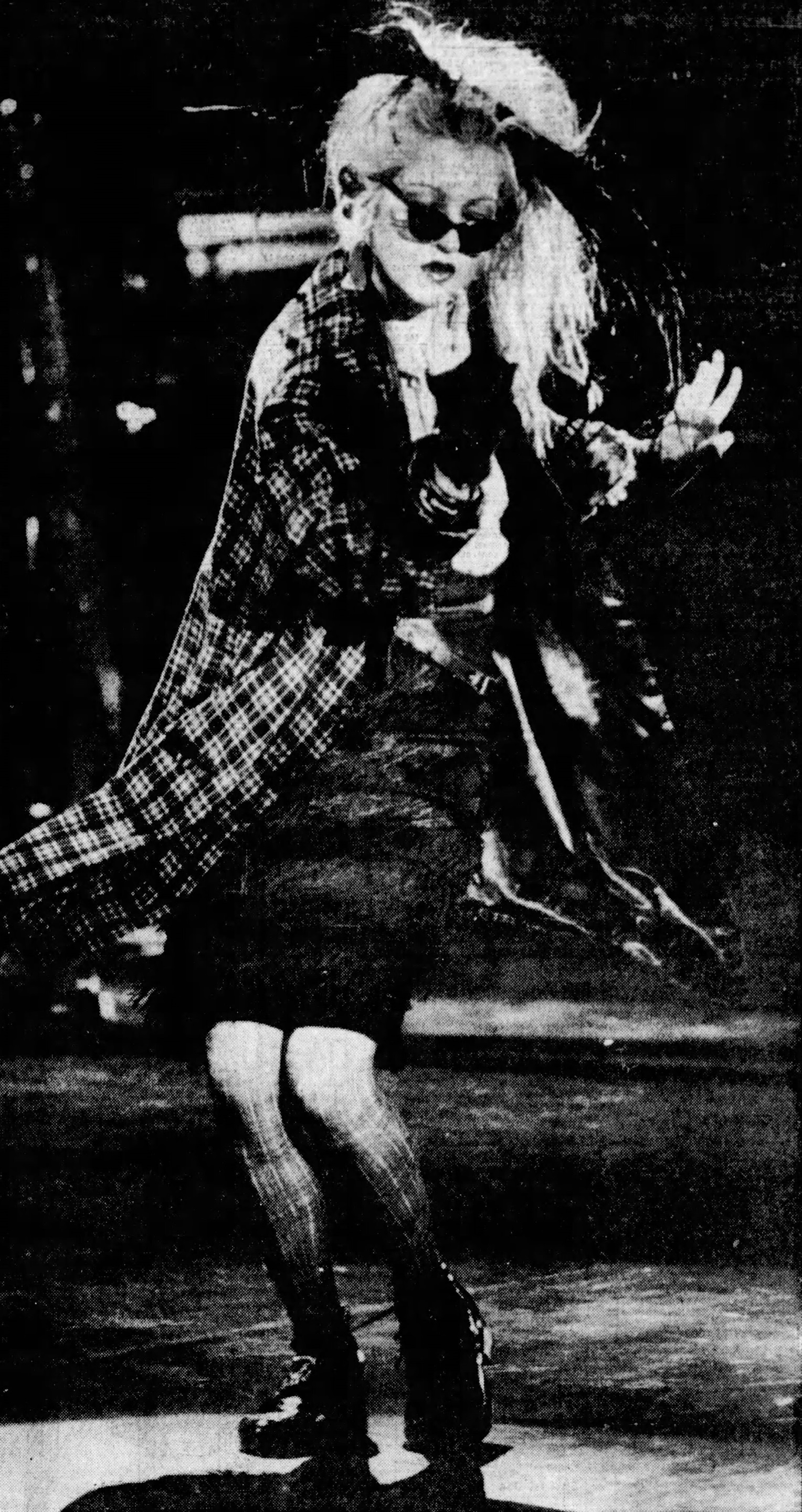
Cyndi Lauper

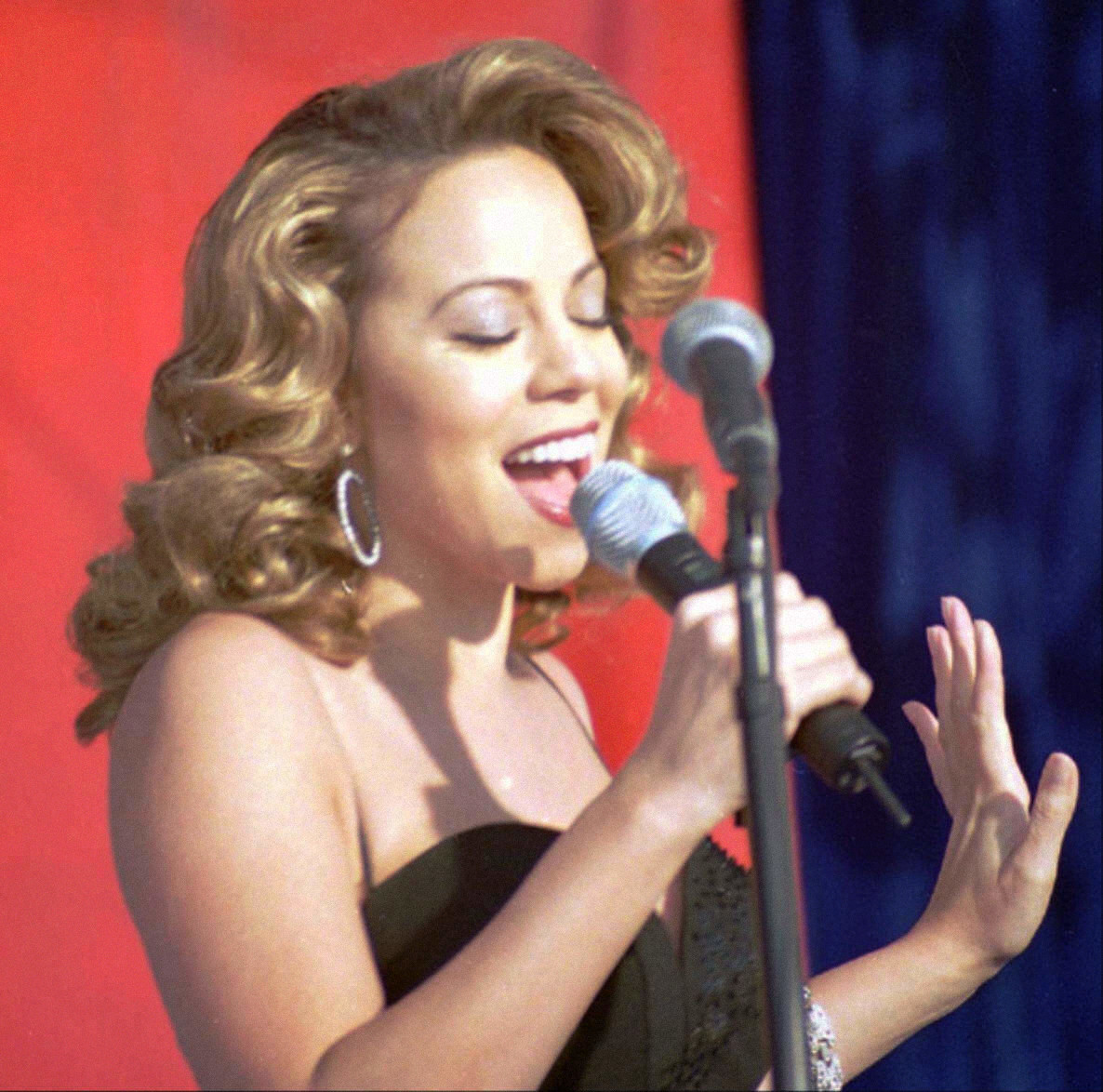
Mariah Carey

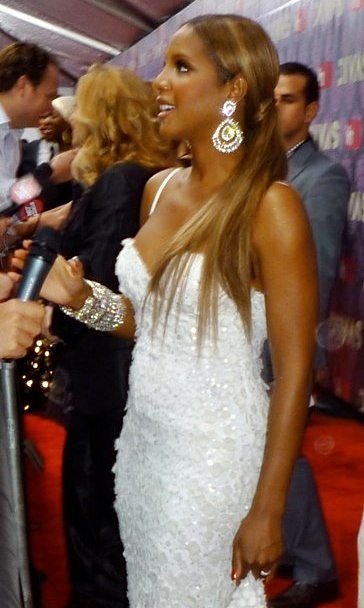
Toni Braxton

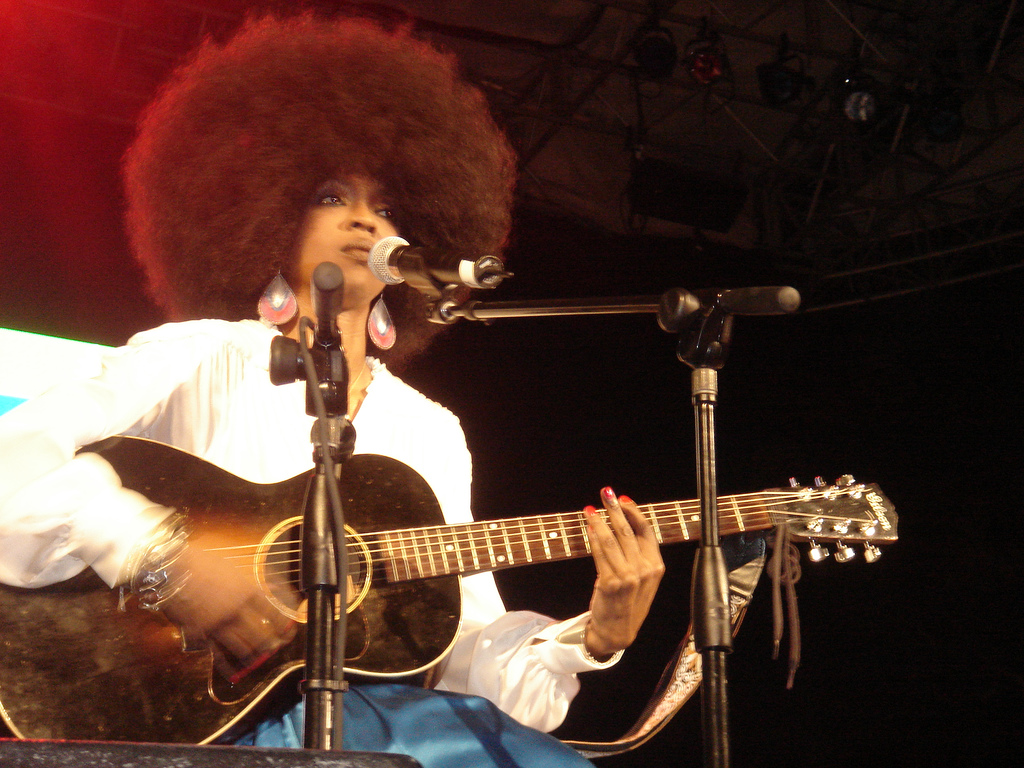
Lauryn Hill

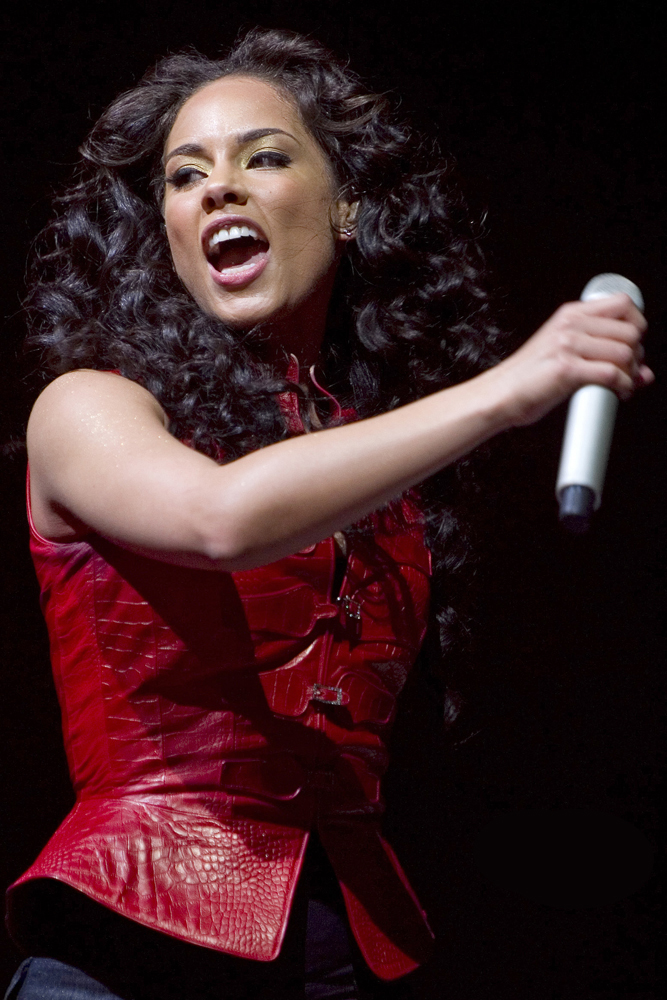
Alicia Keys

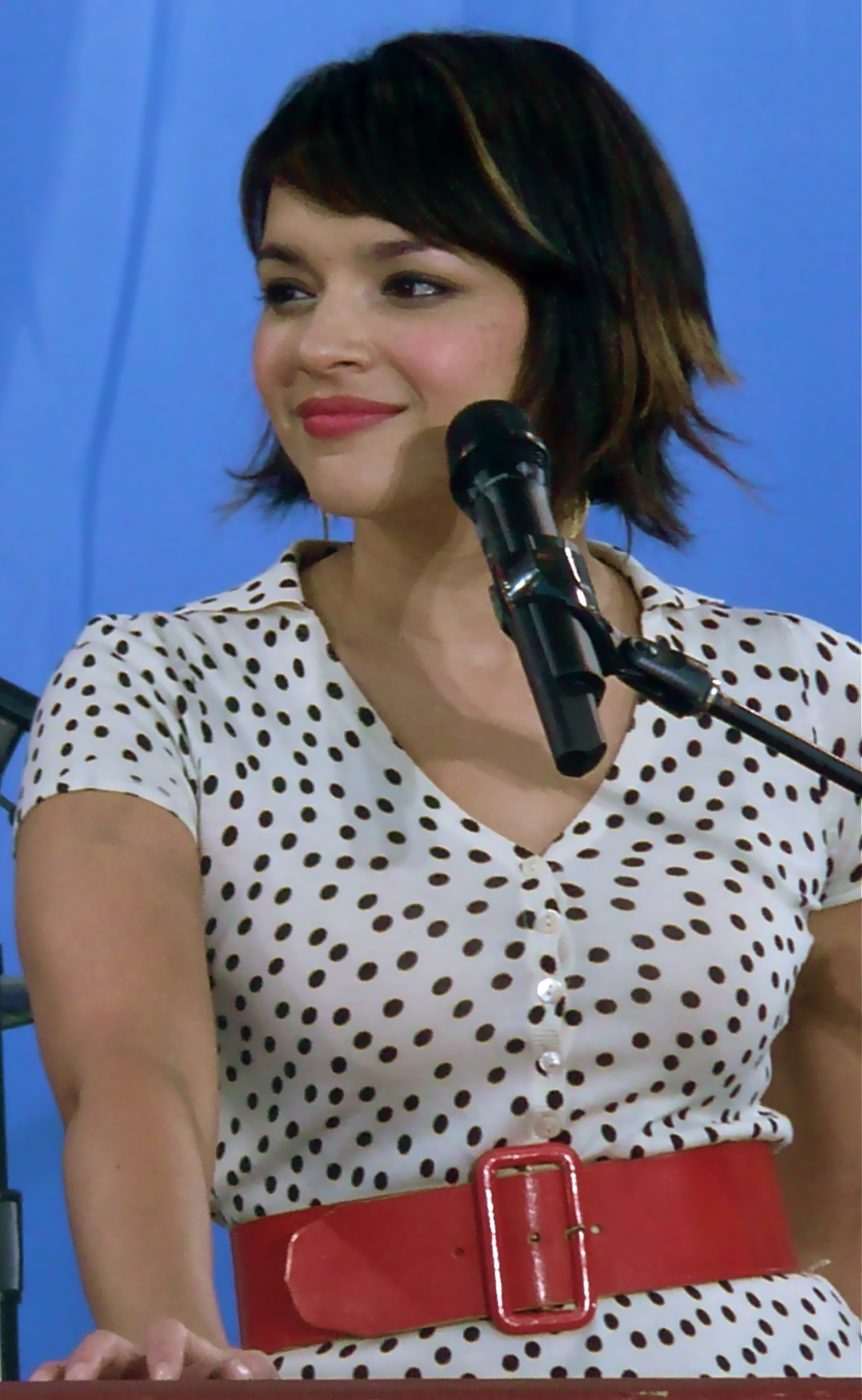
Norah Jones

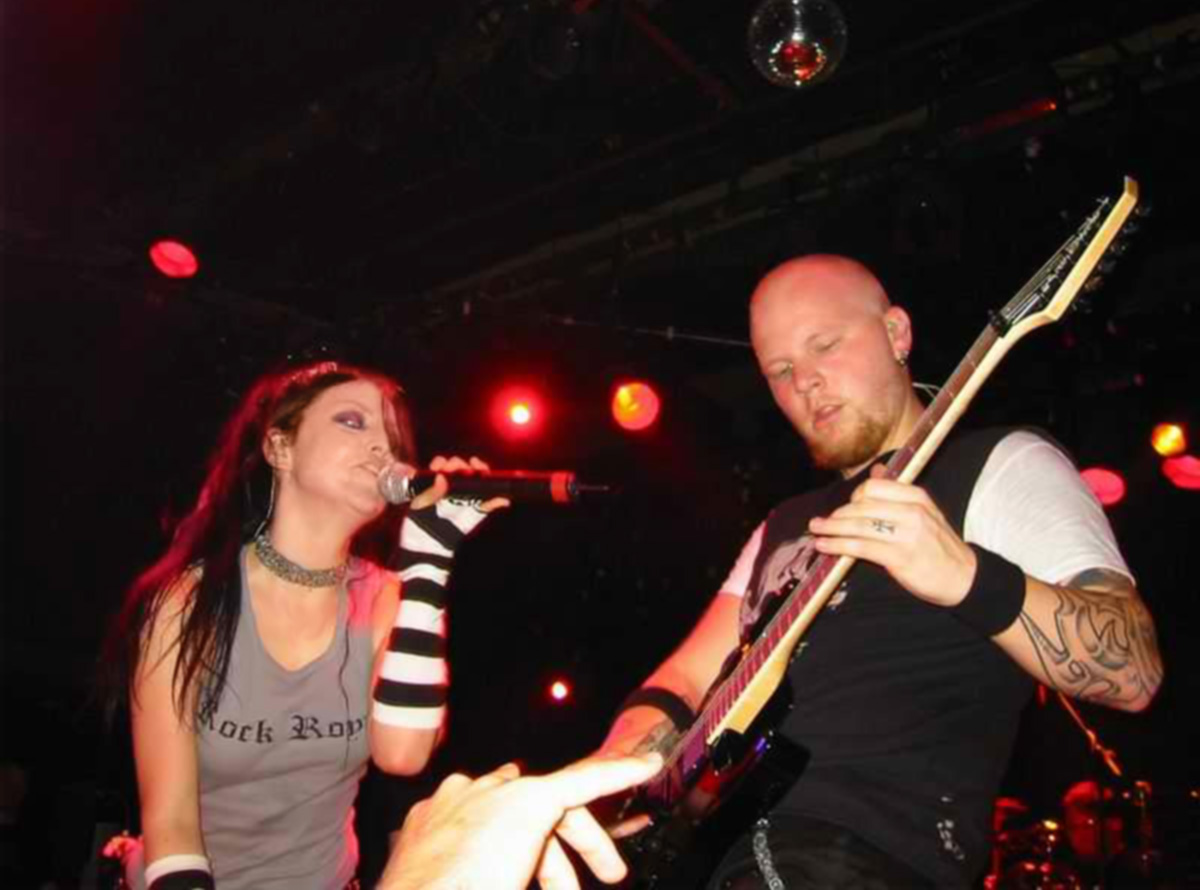
Evanescence

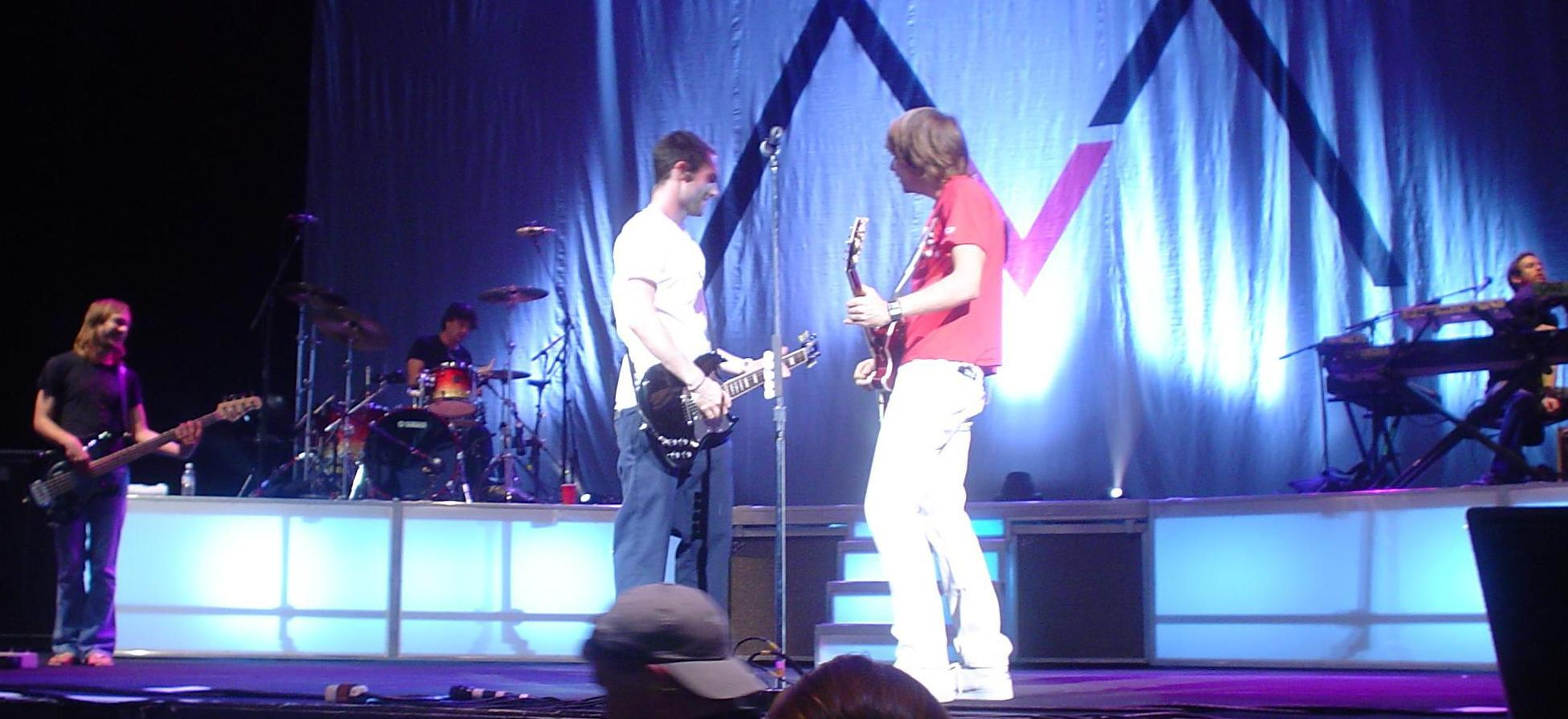
Maroon 5

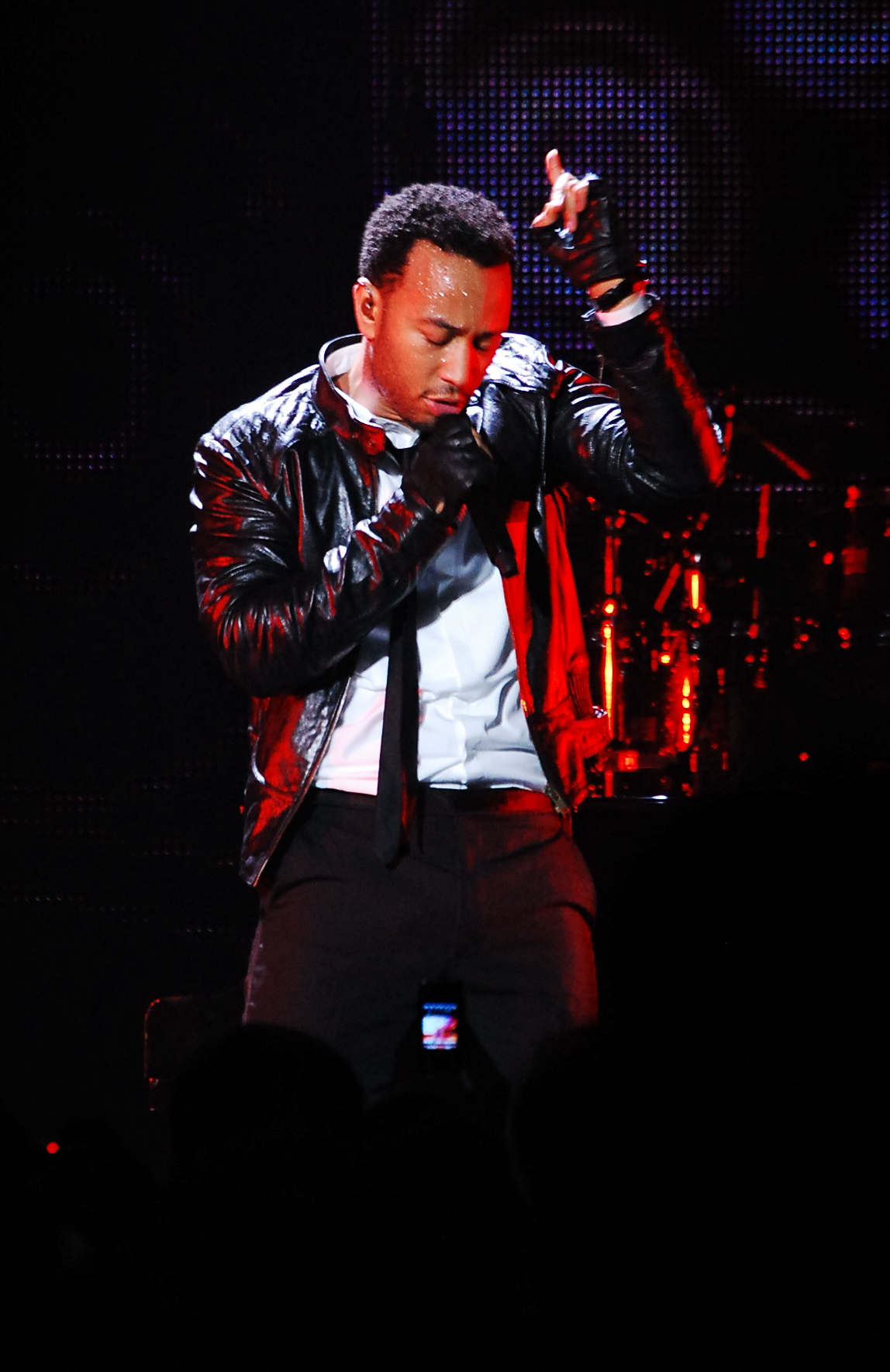
John Legend

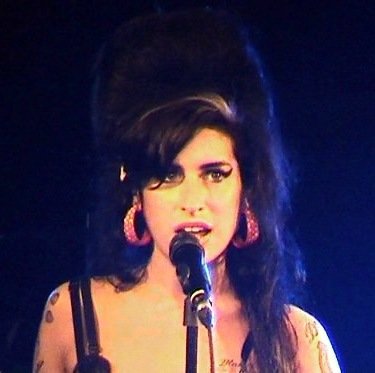
Amy Winehouse

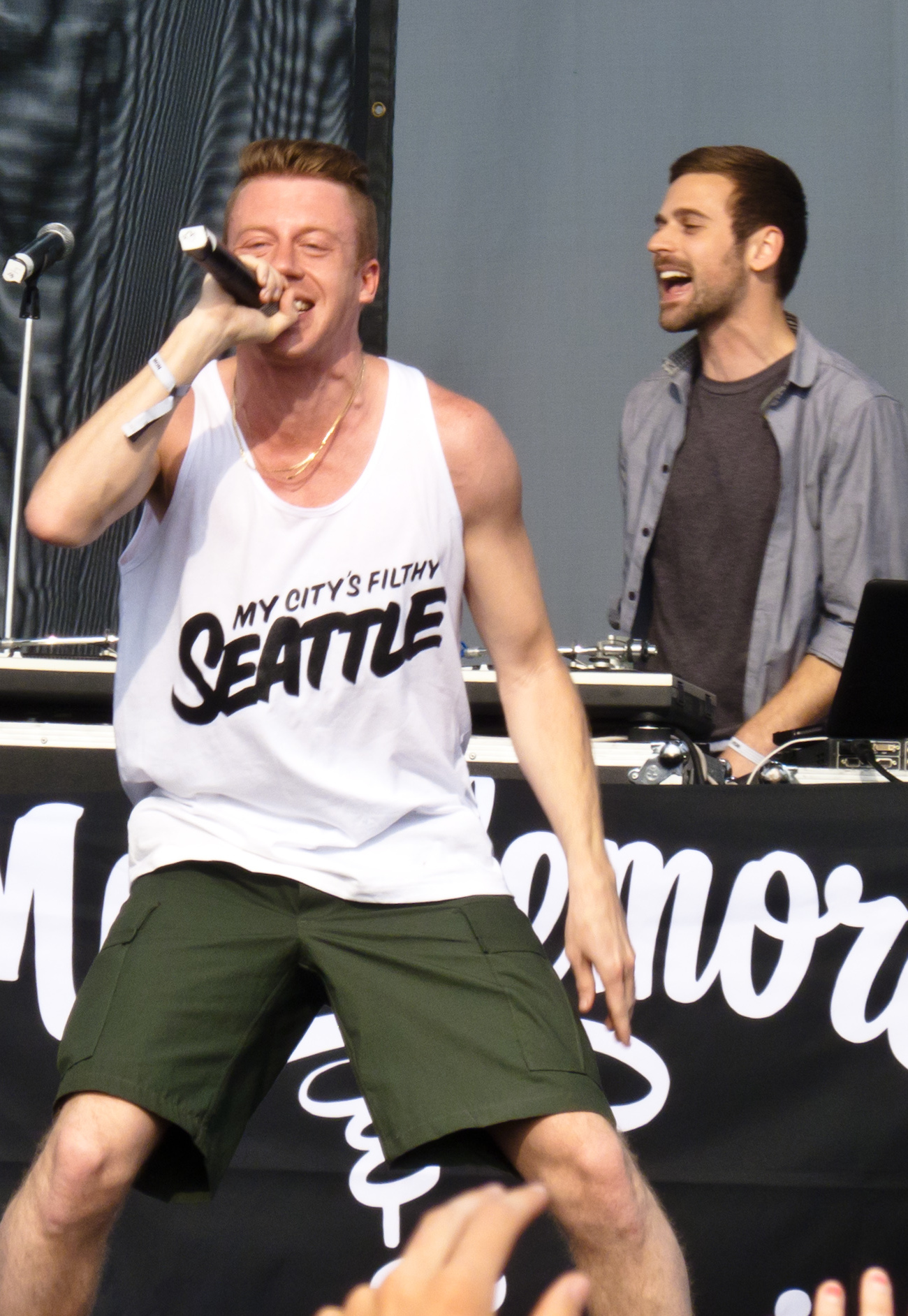
Macklemore & Ryan Lewis

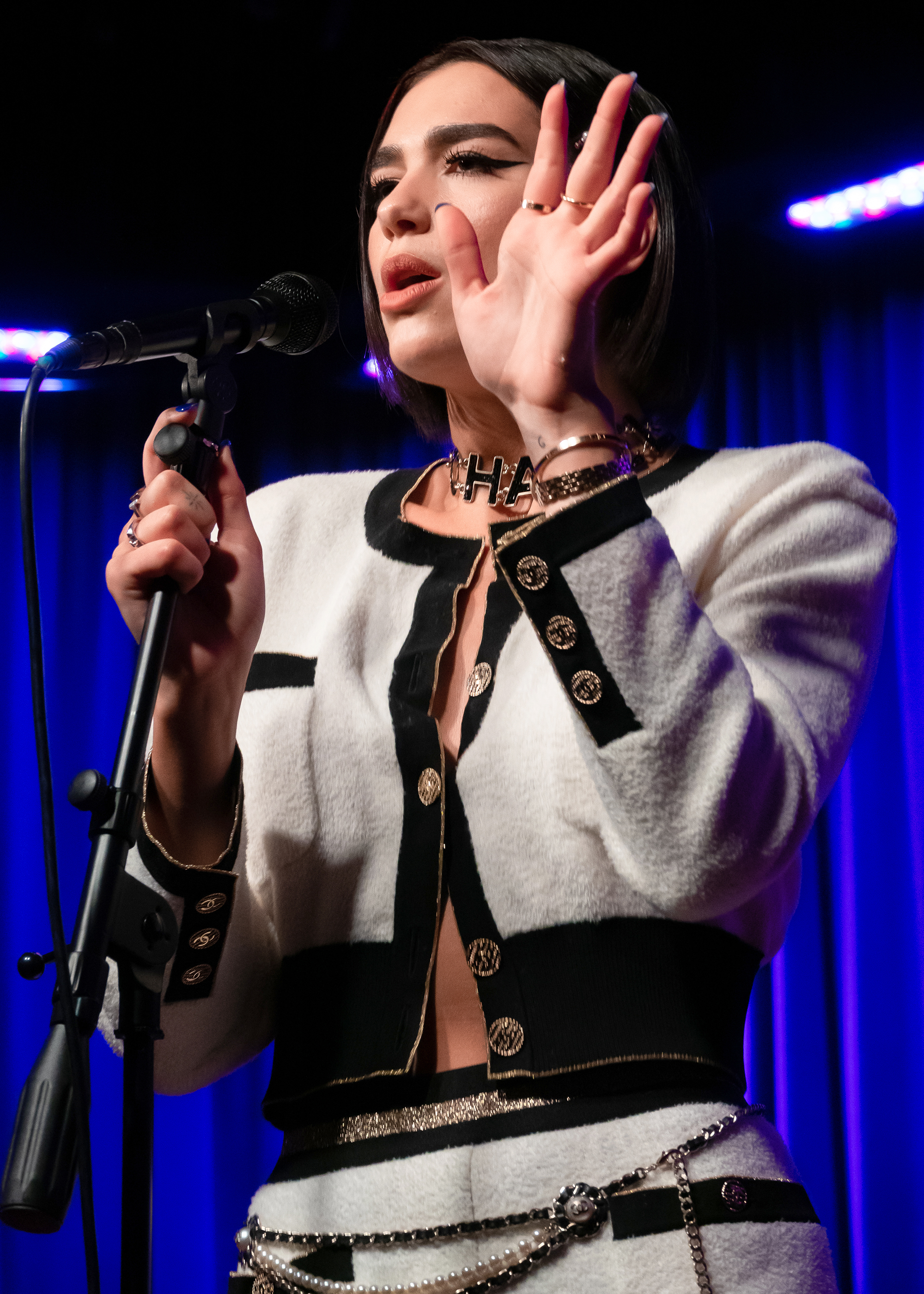
Dua Lipa

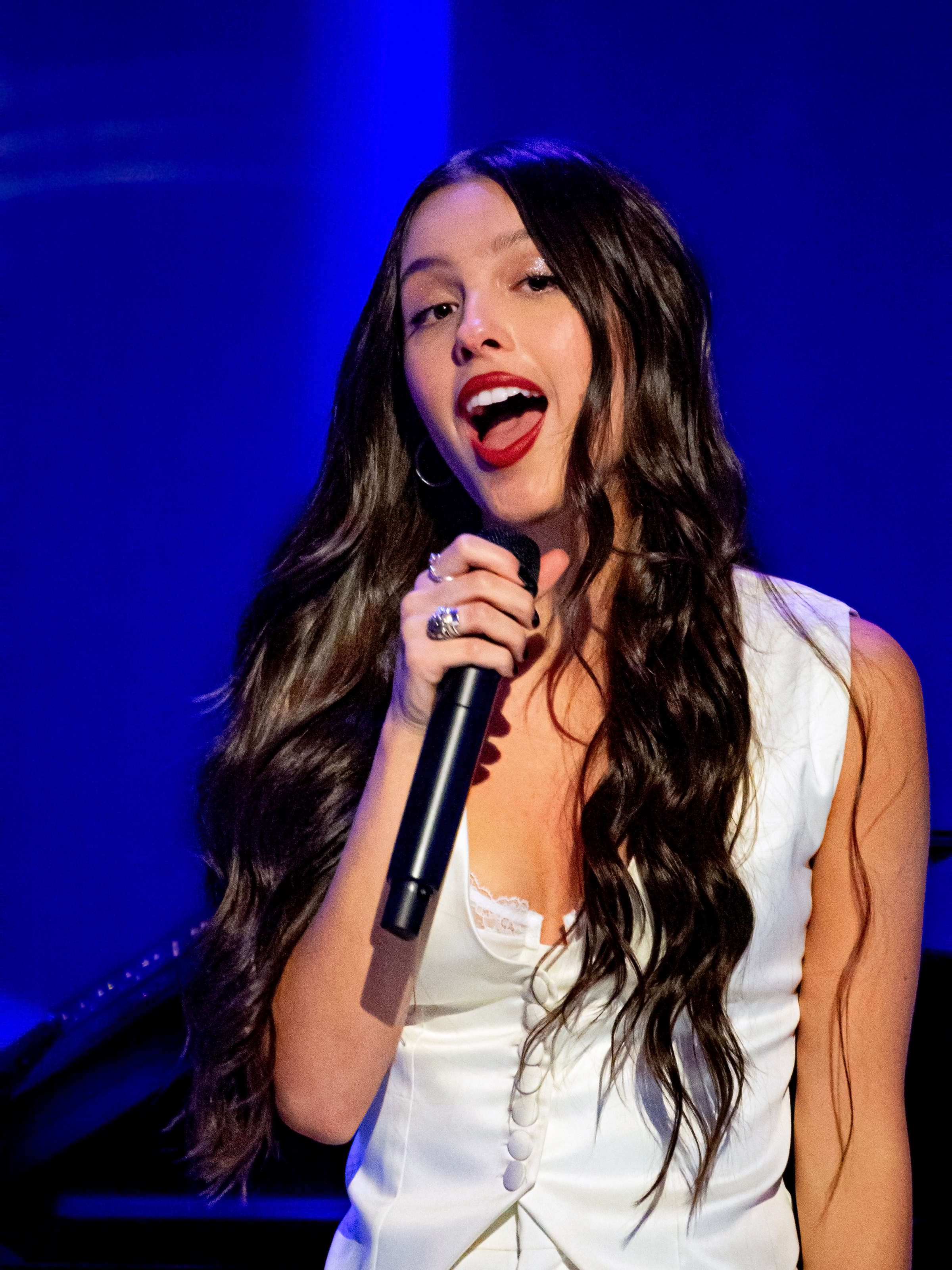
Olivia Rodrigo

| An   | Câștigător                      | Nominalizați | Ref.   |
| ---- | ------------------------------- | --- | ------ |
| 1960 | Bobby Darin USA                 | - Edd Byrnes - Mark Murphy - Johnny Restivo - Mavis Rivers                                                                      |        |
| 1961 | Bob Newhart USA                 | - The Brothers Four - Miriam Makeba - Leontyne Price - Joanie Sommers                                                           |        |
| 1962 | Peter Nero USA                  | - Ann-Margret - Dick Gregory - The Lettermen - Timi Yuro                                                                        |        |
| 1963 | Robert Goulet CAN               | - The Four Seasons - Vaughn Meader - The New Christy Minstrels - Peter, Paul and Mary - Allan Sherman                           |        |
| 1964 | The Swingle Singers FRA         | - Vikki Carr - John Gary - The J's with Jamie - Trini Lopez                                                                     |        |
| 1965 | The Beatles ENG                 | - Petula Clark - Astrud Gilberto - Antonio Carlos Jobim - Morgana King                                                          |        |
| 1966 | Tom Jones WAL                   | - The Byrds - Herman's Hermits - Horst Jankowski - Marilyn Maye - Sonny & Cher - Glenn Yarbrough                                |        |
| 1967 | nu s-a acordat                  | nu s-a acordat |        |
| 1968 | Bobbie Gentry USA               | - Lana Cantrell - The 5th Dimension - Harpers Bizarre - Jefferson Airplane                                                      |        |
| 1969 | José Feliciano PUR              | - Cream - Gary Puckett & The Union Gap - Jeannie C. Riley - O. C. Smith                                                         | [ 2 ]  |
| 1970 | Crosby, Stills & Nash USA ENG   | - Chicago - Led Zeppelin - The Neon Philharmonic - Oliver                                                                       |        |
| 1971 | The Carpenters USA              | - Elton John - Melba Moore - Anne Murray - The Partridge Family                                                                 | [ 3 ]  |
| 1972 | Carly Simon USA                 | - Chase - Emerson, Lake & Palmer - Hamilton, Joe Frank & Reynolds - Bill Withers                                                | [ 4 ]  |
| 1973 | America USA                     | - Harry Chapin - Eagles - Loggins and Messina - John Prine                                                                      | [ 5 ]  |
| 1974 | Bette Midler USA                | - Eumir Deodato - Maureen McGovern - Marie Osmond - Barry White                                                                 | [ 6 ]  |
| 1975 | Marvin Hamlisch USA             | - Bad Company - Johnny Bristol - David Essex - Graham Central Station - Phoebe Snow                                             |        |
| 1976 | Natalie Cole USA                | - Morris Albert - Amazing Rhythm Aces - Brecker Brothers - KC and the Sunshine Band                                             | [ 7 ]  |
| 1977 | Starland Vocal Band USA         | - Boston - Dr. Buzzard's Original Savannah Band - The Brothers Johnson - Wild Cherry                                            | [ 8 ]  |
| 1978 | Debby Boone USA                 | - Stephen Bishop - Shaun Cassidy - Foreigner - Andy Gibb                                                                        |        |
| 1979 | A Taste of Honey USA            | - The Cars - Elvis Costello - Chris Rea - Toto                                                                                  | [ 9 ]  |
| 1980 | Rickie Lee Jones USA            | - The Blues Brothers - Dire Straits - The Knack - Robin Williams                                                                | [ 10 ] |
| 1981 | Christopher Cross USA           | - Irene Cara - Robbie Dupree - Amy Holland - The Pretenders                                                                     | [ 11 ] |
| 1982 | Sheena Easton SCO               | - Adam and the Ants - The Go-Go's - James Ingram - Luther Vandross                                                              | [ 12 ] |
| 1983 | Men at Work AUS                 | - Asia - Jennifer Holliday - The Human League - Stray Cats                                                                      | [ 13 ] |
| 1984 | Culture Club ENG                | - Big Country - Eurythmics - Men Without Hats - Musical Youth                                                                   | [ 14 ] |
| 1985 | Cyndi Lauper USA                | - Sheila E. - Frankie Goes to Hollywood - Corey Hart - The Judds                                                                | [ 15 ] |
| 1986 | Sade ENG                        | - a-ha - Freddie Jackson - Katrina and the Waves - Julian Lennon                                                                | [ 16 ] |
| 1987 | Bruce Hornsby and the Range USA | - Glass Tiger - Nu Shooz - Simply Red - Timbuk3                                                                                 | [ 17 ] |
| 1988 | Jody Watley USA                 | - Breakfast Club - Cutting Crew - Terence Trent D'Arby - Swing Out Sister                                                       | [ 18 ] |
| 1989 | Tracy Chapman USA               | - Rick Astley - Toni Childs - Take 6 - Vanessa L. Williams                                                                      | [ 19 ] |
| 1990 | Retras                          | - Neneh Cherry - Indigo Girls - Soul II Soul - Tone Lōc - Milli Vanilli (retras)                                                | [ 20 ] |
| 1991 | Mariah Carey USA                | - The Black Crowes - The Kentucky Headhunters - Wilson Phillips - Lisa Stansfield                                               | [ 21 ] |
| 1992 | Marc Cohn USA                   | - Boyz II Men - C+C Music Factory - Color Me Badd - Seal                                                                        | [ 22 ] |
| 1993 | Arrested Development USA        | - Billy Ray Cyrus - Sophie B. Hawkins - Kris Kross - Jon Secada                                                                 | [ 23 ] |
| 1994 | Toni Braxton USA                | - Belly - Blind Melon - Digable Planets - SWV                                                                                   | [ 24 ] |
| 1995 | Sheryl Crow USA                 | - Ace of Base - Counting Crows - Crash Test Dummies - Green Day                                                                 | [ 25 ] |
| 1996 | Hootie & the Blowfish USA       | - Brandy - Alanis Morissette - Joan Osborne - Shania Twain                                                                      | [ 26 ] |
| 1997 | LeAnn Rimes USA                 | - Garbage - Jewel - No Doubt - The Tony Rich Project                                                                            | [ 27 ] |
| 1998 | Paula Cole USA                  | - Fiona Apple - Erykah Badu - Puff Daddy - Hanson                                                                               | [ 28 ] |
| 1999 | Lauryn Hill USA                 | - Backstreet Boys - Andrea Bocelli - Dixie Chicks - Natalie Imbruglia                                                           | [ 29 ] |
| 2000 | Christina Aguilera USA          | - Macy Gray - Kid Rock - Britney Spears - Susan Tedeschi                                                                        | [ 30 ] |
| 2001 | Shelby Lynne USA                | - Brad Paisley - Papa Roach - Jill Scott - Sisqó                                                                                | [ 31 ] |
| 2002 | Alicia Keys USA                 | - India.Arie - Nelly Furtado - David Gray - Linkin Park                                                                         | [ 32 ] |
| 2003 | Norah Jones USA                 | - Ashanti - Michelle Branch - Avril Lavigne - John Mayer                                                                        | [ 33 ] |
| 2004 | Evanescence USA                 | - 50 Cent - Fountains of Wayne - Heather Headley - Sean Paul                                                                    | [ 34 ] |
| 2005 | Maroon 5 USA                    | - Los Lonely Boys - Joss Stone - Kanye West - Gretchen Wilson                                                                   | [ 35 ] |
| 2006 | John Legend USA                 | - Ciara - Fall Out Boy - Keane - Sugarland                                                                                      | [ 36 ] |
| 2007 | Carrie Underwood USA            | - James Blunt - Chris Brown - Imogen Heap - Corinne Bailey Rae                                                                  | [ 37 ] |
| 2008 | Amy Winehouse ENG               | - Feist - Ledisi - Paramore - Taylor Swift                                                                                      | [ 38 ] |
| 2009 | Adele ENG                       | - Duffy - Jonas Brothers - Lady Antebellum - Jazmine Sullivan                                                                   | [ 39 ] |
| 2010 | Zac Brown Band USA              | - Keri Hilson - MGMT - Silversun Pickups - The Ting Tings                                                                       | [ 40 ] |
| 2011 | Esperanza Spalding USA          | - Drake - Florence + The Machine - Justin Bieber - Mumford & Sons                                                               | [ 41 ] |
| 2012 | Bon Iver USA                    | - The Band Perry - J. Cole - Nicki Minaj - Skrillex                                                                             | [ 42 ] |
| 2013 | fun. USA                        | - Alabama Shakes - Hunter Hayes - The Lumineers - Frank Ocean                                                                   | [ 43 ] |
| 2014 | Macklemore & Ryan Lewis USA     | - James Blake - Kendrick Lamar - Kacey Musgraves - Ed Sheeran                                                                   | [ 44 ] |
| 2015 | Sam Smith UK                    | - Bastille - Brandy Clark - Haim - Iggy Azalea                                                                                  | [ 45 ] |
| 2016 | Meghan Trainor USA              | - Courtney Barnett - James Bay - Tori Kelly - Sam Hunt                                                                          | [ 46 ] |
| 2017 | Chance the Rapper USA           | - Kelsea Ballerini - The Chainsmokers - Maren Morris - Anderson Paak                                                            | [ 47 ] |
| 2018 | Alessia Cara CAN                | - Khalid - Lil Uzi Vert - Julia Michaels - SZA                                                                                  | [ 48 ] |
| 2019 | Dua Lipa ENG                    | - Chloe x Halle - Luke Combs - Greta Van Fleet - H.E.R - Margo Price - Bebe Rexha - Jorja Smith                                 | [ 49 ] |
| 2020 | Billie Eilish USA               | - Black Pumas - Maggie Rogers - Lil Nas X - Lizzo - Rosalia - Tank and the Bangas - Yola                                        | [ 50 ] |
| 2021 | Megan Thee Stallion USA         | - Ingrid Amdress - Phoebe Bridgers - Chika - Noah Cyrus - D Smoke - Doja Cat - Kaytranada                                       | [ 51 ] |
| 2022 | Olivia Rodrigo USA              | - Arooj Aftab - Jimmie Allen - Baby Keem - Finneas - Glass Animals - Japanese Breakfast - The Kid Laroi - Arlo Parks - Saweetie | [ 52 ] |
| 2023 | Samara Joy USA                  | - Annita - Omar Apollo - Domi & JD Beck - Latto - Måneskin - Muni Long - Tobe Nwigwe - Molly Tuttle - Wet Leg                   | [ 53 ] |
| 2024 | Victoria Monét USA              | - Gracie Abrams - Fred Again - Ice Spice - Jelly Roll - Coco Jones - Noah Kahan - The War and Treaty                            | [ 54 ] |
| 2025 | Chappell Roan USA               | - Benson Boone - Sabrina Carpenter - Doechii - Khruangbin - Raye - Shaboozey - Teddy Swims                                      | [ 55 ] |

^[II] Milli Vanilli au primit inițial premiul, dar le-a fost retras după ce s-a descoperit că nu au înregistrat partea lor de pe albumul de debut.

## Legături externe
- Site oficial